# Neolimnophila picturata
Neolimnophila picturata är en tvåvingeart som beskrevs av Alexander 1931. Neolimnophila picturata ingår i släktet Neolimnophila och familjen småharkrankar. Inga underarter finns listade i Catalogue of Life.